# 사디아 이맘
사디아 이맘(우르두어: سعدیہ امام, 영어: Sadia Imam, 1979년 10월 27일 ~ )은 파키스탄의 배우, 텔레비전 사회자, 모델이다.

## 같이 보기
- 파키스탄의 여자 배우 목록